# Michirones

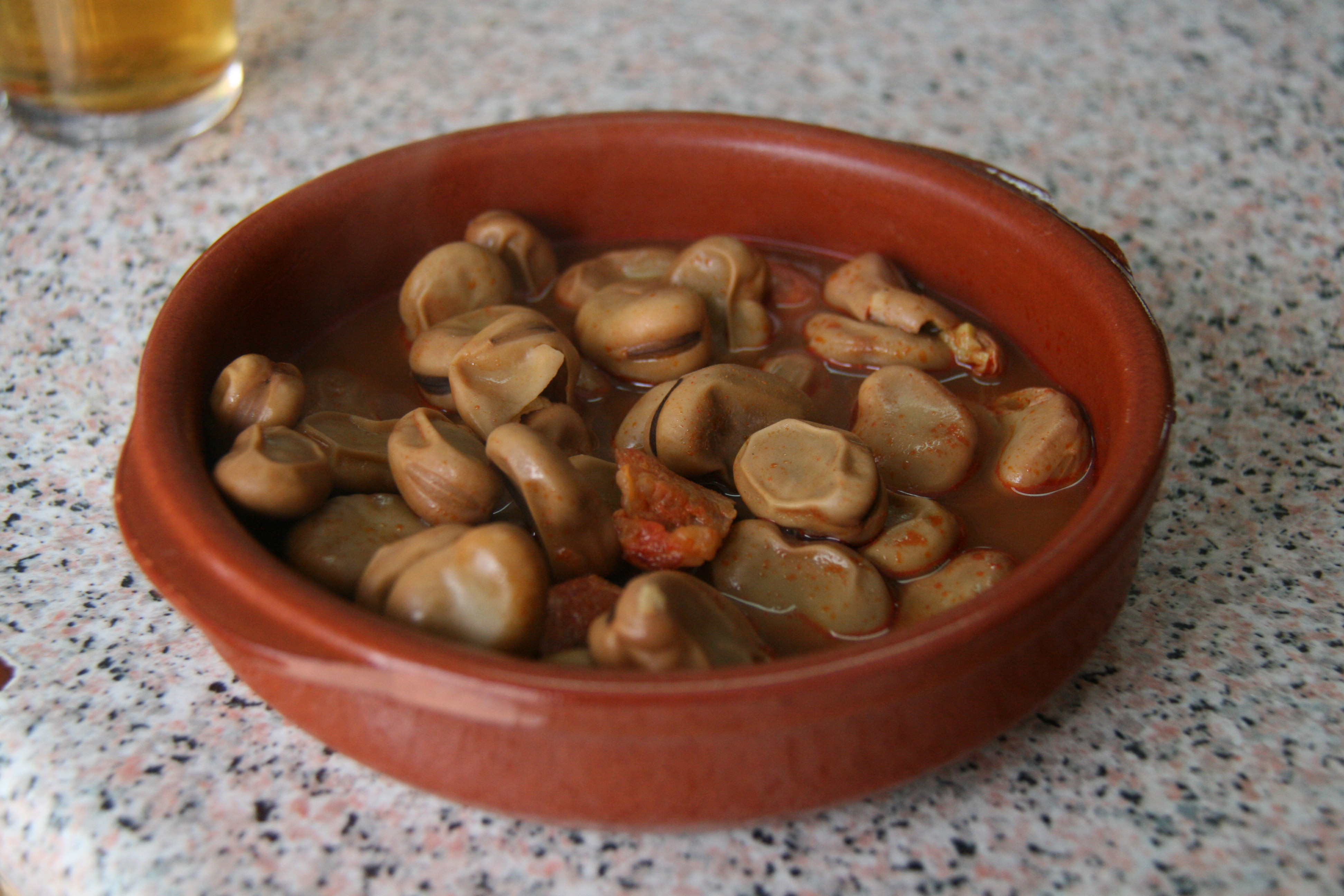
Una cazuela de barro de michirones.

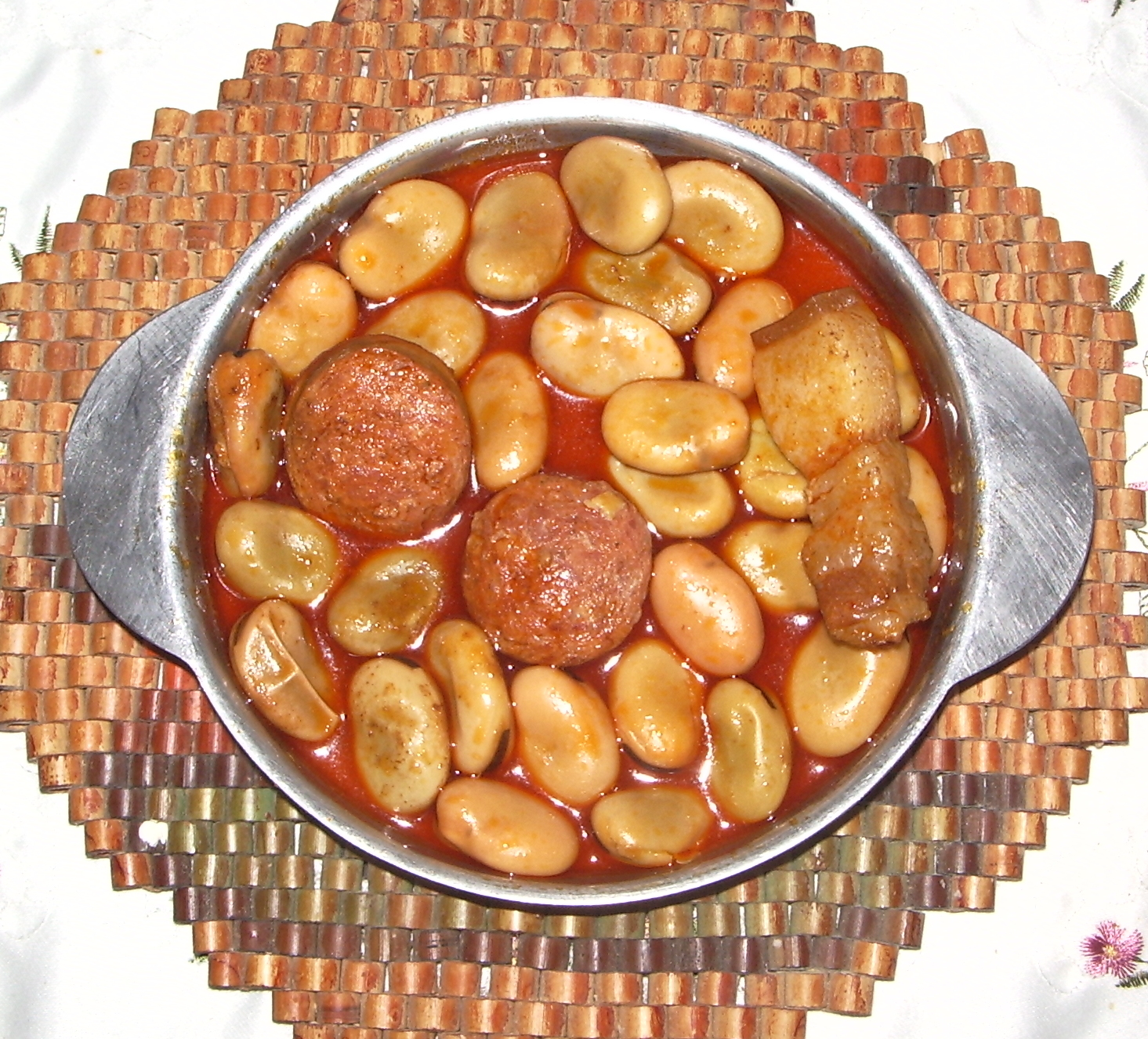
Una tapa de michirones.

Los michirones son un plato típico de la gastronomía de la Región de Murcia y del sureste español. Se trata de un guiso a base de habas secas a las que suele añadirse hueso de jamón, chorizo y laurel como ingredientes y que se suele presentar en cazuela de barro individual o en plato.

## Etimología
El término puede provenir del árabe misrun, de significado "pequeños egipcios", como señala el lexicógrafo Robert Pocklington. Según otros autores, y dado que la forma convive localmente con otra "minchirones", el origen de la palabra estaría en el catalán menjar, "comer".

## Localización
Es típico de la zona de la Huerta de Murcia, de la Vega Baja alicantina, de Mazarrón, del Campo de Cartagena y de algunas zonas en la provincia de Almería.
Es un plato importante de los restaurantes de esa zona que puede degustarse en cualquier época del año.
Este guiso lo preparaban las gentes del campo utilizando ingredientes de larga conservación cuando escaseaban los productos frescos. Este plato, utilizado como alimento básico por las gentes de hace siglos, se convirtió después en plato muy solicitado en mesones y en restaurantes. También es frecuente en las familias cartageneras y mazarroneras hacerlo en las celebraciones de cumpleaños o de bautizos.[cita requerida]

## Ingredientes
Sobre los ingredientes y la forma de hacerlo existe bastante variedad. Incluye habas secas, aunque no necesariamente, pueden ser habas duras, huesos de jamón, tocino magroso, chorizo y cayena. También se le pueden añadir hojas de laurel, panceta, pimentón dulce, pimienta molida, sal y ajo. La variedad del Campo de Cartagena se elabora con patatas.

## Preparación

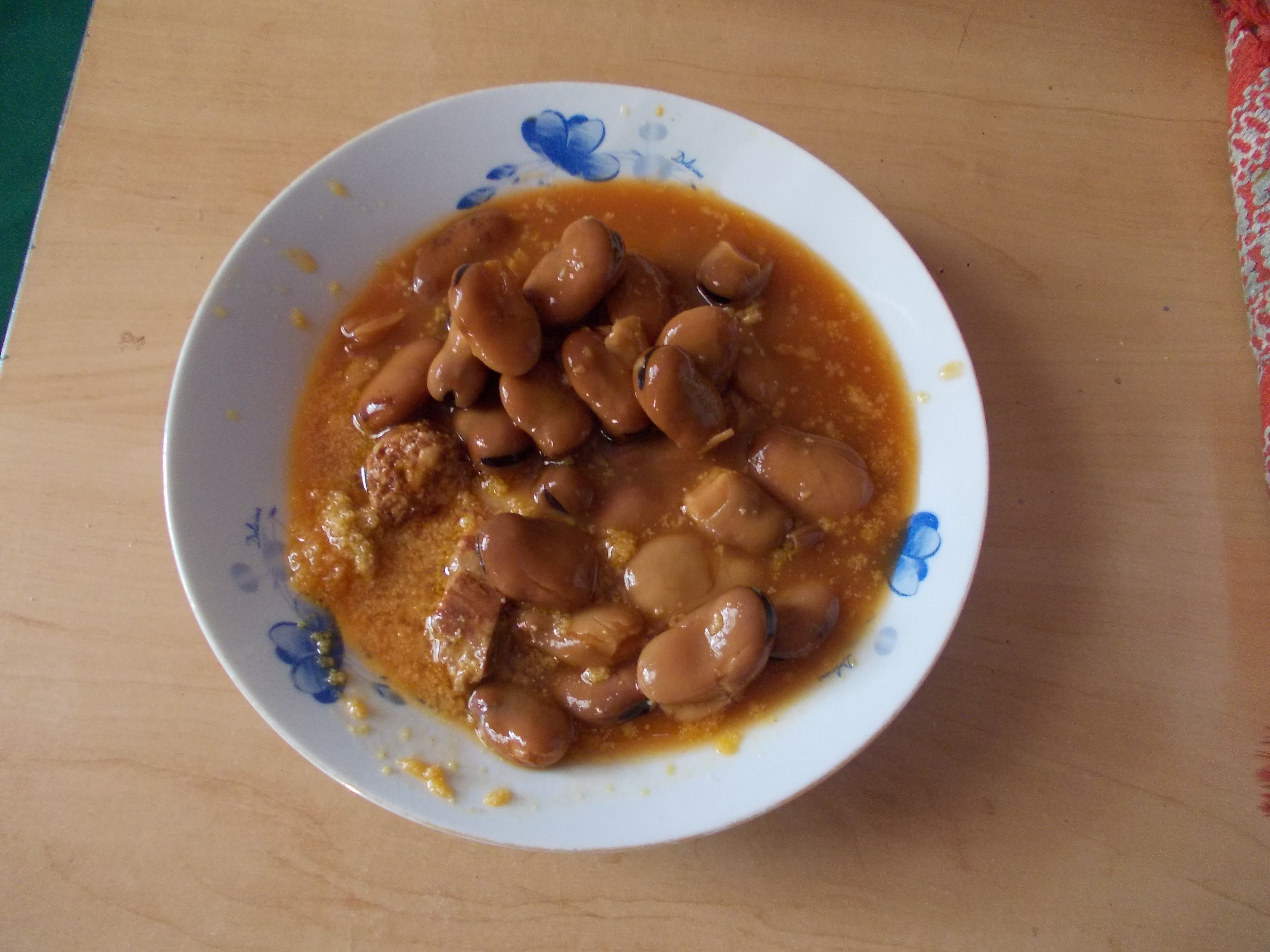

Las habas deben estar en remojo durante cuarenta y ocho horas, haciéndoles un cambio de agua a las veinticuatro. Se introducen en una olla todos los ingredientes con agua hasta el borde y se dejan hervir a fuego medio hasta que los michirones estén tiernos. El tiempo dependerá de la calidad de las habas: mínimo, una hora. En olla a presión se reduce el tiempo.
Para servirlo, se puede acompañar de alioli para las patatas si se incluyeron.